# Kusala distincta
Kusala distincta är en insektsart som beskrevs av Irena Dworakowska 1981. Kusala distincta ingår i släktet Kusala och familjen dvärgstritar. Inga underarter finns listade i Catalogue of Life.